# Erdőhorváti
Erdőhorváti là một thị trấn thuộc hạt Borsod-Abaúj-Zemplén, Hungary. Thị trấn này có diện tích 50,11 km², dân số năm 2010 là 584 người, mật độ 12 người/km².